# Thomas Papadoperakis
 (août 2011).
Thomas Papadoperakis (en grec moderne : Θωμάς Παπαδοπεράκης) est un artiste peintre d’origine grecque, né le 13 décembre 1943 à Skaláni, province d’Héraklion en Crète, et décédé le 12 septembre 2002 à Nice en France. Il est le frère d'Aspasie Papadoperakis (el), elle-même sculpteur réputée en Grèce. 

## Études

### Héraklion 1955-1960
Dès l’âge de 12 ans, à l’initiative de sa mère, il passe ses vacances d'été en apprentissage dans l’atelier de Stélios Kartakis, grand iconographe de la Crète à cette époque. Il y prend ses premiers cours de dessin et de peinture et est initié à la technique de l'icône byzantine de l'École Crétoise tout en participant à des chantiers d’églises, expériences uniques de mise à l’échelle de travaux sur maquette. En 1960, à l'âge de 16 ans, il réalise le buste de l'écrivain Níkos Kazantzákis qui se trouve aujourd'hui dans la fondation-musée qui lui est consacrée à Mirtia, à 20 km au sud d'Héraklion[réf. nécessaire].

### Athènes 1960-1970
En 1960-61, Thomas Papadopérakis suit des cours de dessin chez Théodore Drossos, école réputée d'Athènes pour la préparation au concours d'entrée à l'École Supérieure des Beaux-Arts d'Athènes (ASKT).
Il entre premier au concours de l'ASKT en 1961[réf. nécessaire] et suit pendant un an les cours préparatoires de peinture à l'atelier de Georges Mavroïdis.
Il est reçu premier dans les ateliers de peinture et de gravure de l'école en 1962[réf. nécessaire]. Il choisit de suivre les cours de gravure du professeur Constantin Grammatopoulos, auquel peu d'élèves accèdent. Il reçoit alors une bourse de la Fondation des Bourses d’État (IKY). Il apprend avec bonheur les différentes techniques de gravure, lesquelles vont jouer un rôle déterminant par la suite dans sa production artistique, mais la peinture l'attire davantage. Parallèlement à ses cours de gravure, Thomas Papadopérakis entre en relation avec le peintre qui restera de nombreuses années son interlocuteur privilégié, Yannis Tsarouchis.
[réf. nécessaire]
1964, année anniversaire des 350 ans de la disparition du Greco, lui donne l'occasion de réaliser avec Yannis Tsarouchis des copies grandeur nature d'œuvres du Gréco pour les décors de théâtre de la pièce El Greco du comédien Manos Katrakis à Héraklion.
L'artiste poursuit ses études en s'inscrivant dans le cours de scénographie de Vassilis Vassiliadis en 1965 et réalise la même année trois copies grandeur nature d'œuvres de Botticelli pour la pièce Ιερό σφαγείο (en français, Victime Propitiatoire) de Pandelis Prevelakis au Théâtre National.
Il est diplômé de gravure et d'études théoriques de l’École Supérieure des Beaux-Arts d'Athènes en 1966 avec une distinction pour l'épreuve de Nu et les honneurs du jury pour la composition en gravure sur bois.
Il reçoit le diplôme de scénographie et les honneurs du jury pour l'épreuve d'affiche en 1969[réf. nécessaire].

### Paris 1970-1977
Thomas entre à l’École nationale supérieure des beaux-arts de Paris (Ensba) en 1970 dans l'atelier de peinture du professeur Gustave Singier et se voit accorder une bourse d'études de trois ans du gouvernement grec en 1974. 
Il est diplômé de Peinture avec Mention Bien de l'Ensba en 1976[réf. nécessaire]. Pendant ces sept ans de séjour à Paris, il rencontre régulièrement Yannis Tsarouchis qui le guide dans sa problématique picturale.

## Expositions personnelles (sélection)
- 1974 – Athènes, Grèce à la Galerie "Ora"
- 1988 – Héraklion, Grèce à la Basilique Saint Marc, à l'occasion de la remise du prix Níkos Kazantzákis pour sa contribution à l'art[réf. nécessaire].
- 1989 – Athènes, Grèce à la Galerie "Tria"
- 1999 – Nice, France à la Galerie Municipale "Sainte Réparate" pour la présentation de son manifeste L'Art de la Vie
- 1999 – Thessalonique, Grèce à la Galerie "ArtForum", exposition organisée dans les locaux industriels du port, à "Vilka" avec présentation en Grèce du manifeste L'Art de la Vie
- 2001 – Licovrissi, Grèce, au Centre Culturel de la Municipalité, petite rétrospective.
- 2004 – Athènes, Grèce - Exposition honorifique sur la 11e Foire Internationale d'Art Contemporain "art-athina" avec la Galerie "Ersi"
- 2012 - Héraklion, Musée d'Histoire de Crète (IMK Ιστορικό Μουσείο Κρήτης) La peinture de Thomas Papadoperakis au MHC, inauguration de la donation Aspassia Papadoperakis.

## Expositions de groupe (sélection)
- 1976 - Pinacothèque nationale d'Athènes : Panorama de Cinquante Ans de Peinture Grecque, à la Pinacothèque d'Athènes[réf. nécessaire].
- 1983 - Pinacothèque nationale d'Athènes : Tendances Contemporaines de la Peinture Grecque, à la Pinacothèque d'Athènes[réf. nécessaire].
- 1986 - Galerie Kreonidis, Athènes : Exposition de groupe avec Yannis Tsarouchis et Takis Sideris.
- 1987 - Ministère de la Culture de Grèce : dernière de six participations aux Expositions Panhelléniques des Artistes, Athènes[réf. nécessaire].
- 1988 - Peinture Grecque 1968-1988, Bruxelles, organisée par la Pinacothèque d'Athènes dans les espaces de la Commission et du Conseil des Ministres de la Communauté Européenne.
- 1998 - Centre d'Art Contemporain de Réthimnon (CCA), Crète Municipal Gallery "L.Kanakakis" : Avec la lyre et l'archet
- 2006 - Centre International d'Art Contemporain (CIAC) de Carros p. 12, Mes Amours de Vacances, exposition de la Donation André Verdet du Fonds d'œuvres graphiques du CIAC.
- 2007 - Centre de Recherche du Musée d'Ethnologie Crétoise Museum of Cretan Ethnology (en) : Créateurs de la Crète Orientale 1930-2007 à Vorri, Crète
- 2011 - Centre International d'Art Contemporain (CIAC) de Carros, Par-delà les frontières du regard, dans le cadre de la manifestation estivale : L'Art Contemporain et la Côte d'Azur, un territoire pour l'expérimentation 1951-2011.